# Cargoair
Cargo Air Ltd (em búlgaro:  Карго Ер) é uma companhia aérea de carga búlgara com sede em Sófia. A empresa opera voos charter em toda a Europa e Oriente Médio.

## História
A Cargoair foi fundada em 4 de julho de 1997 como Vega Airlines e foi rebatizado como Cargoair em 26 de outubro de 2006. Em novembro de 2007, a Cargo Air foi estabelecida como representante geral de vendas da companhia aérea de carga bielorrussa Ruby Star. No mesmo ano, a Cargoair também comprou um Boeing 737-300F.
A partir de julho de 2009, a Cargo Air iniciou as operações para a TNT Airways em sua network europeia. Em setembro de 2009, a Cargoair comprou um segundo Boeing 737-300F.
Em fevereiro de 2013, a empresa comprou um Boeing 737-400 de passageiros; sua conversão para a configuração de cargueiro foi concluída em julho de 2013. Em 15 de julho de 2013, o Boeing 737-400F iniciou o serviço comercial para o transporte aéreo europeu.
Em julho de 2015, a Cargo Air adicionou um terceiro Boeing 737-400F também operado para o transporte aéreo europeu. Em janeiro de 2016, a Cargoair adicionou o quarto Boeing 737-400. Em fevereiro de 2016, a companhia aérea comprou dois Boeing 737-800BCF.

## Frota
A frota da Cargo Air consiste nas seguintes aeronaves (Março de 2021):
| Aeronaves        | Em Serviço | Ordens | Notas |
| ---------------- | ---------- | ------ | ----- |
| Boeing 737-300SF | 3          | –      |       |
| Boeing 737-400SF | 8          | –      |       |
| Boeing 737-800SF | –          | 2      |       |
| Total            | 12         | 2      |       |